# Маорі
Ма́орі або маорії (маорі, англ. Māori) — корінний народ Нової Зеландії і основне населення країни до прибуття європейців. Число маорі в Новій Зеландії за переписом 2013 року становить близько 600 тисяч осіб — приблизно 15 % населення країни. Значна кількість (близько 155 тисяч) маорі живе в Австралії і близько 3,5 тисяч — у США. На островах Кука (держава у «вільній асоціації» з Новою Зеландією) живе споріднений народ маорі островів Кука (самоназва «маорі»), де вони також є корінним народом і складають велику частину населення (87,7 %).

## Самоназва
Мовою маорі слово «māori» означає «нормальні», «природні» або «звичайні». У легендах і усних переказах слово «маорі» відрізняло людей від божества і духу.
Раніше європейські переселенці островів Нової Зеландії називали аборигенів «індійцями», «аборигенами», «місцевими» або «новозеландцями». Слово «маорі» залишалося самоназвою народу для самоідентифікації. У 1947 році уряд Нової Зеландії перейменував Міністерство у справах аборигенів на Міністерство у справах маорі.

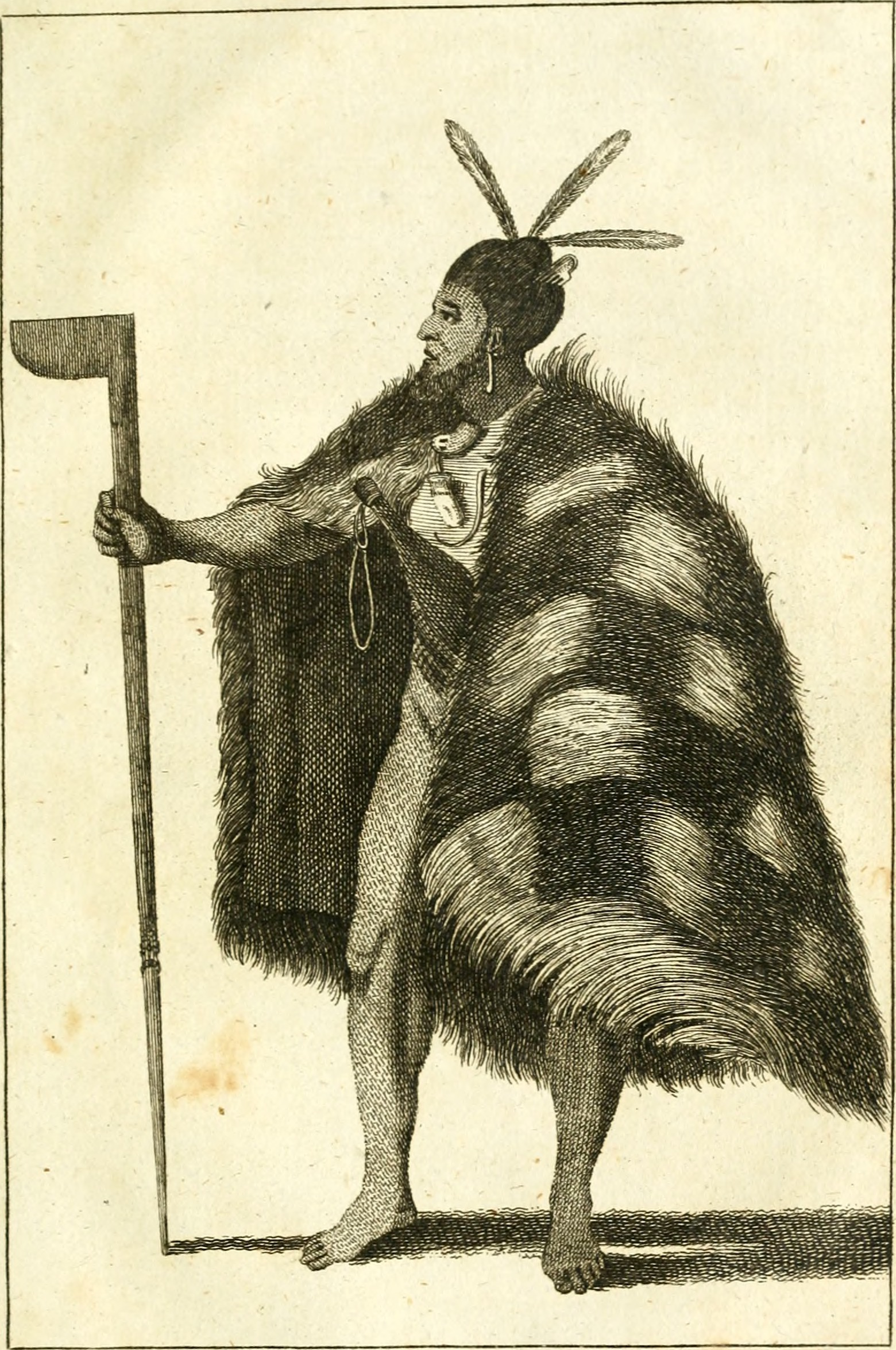
Вождь маорі з бойовим веслом тайаха. Мал. Девіда Генрі (1773)

## Історія

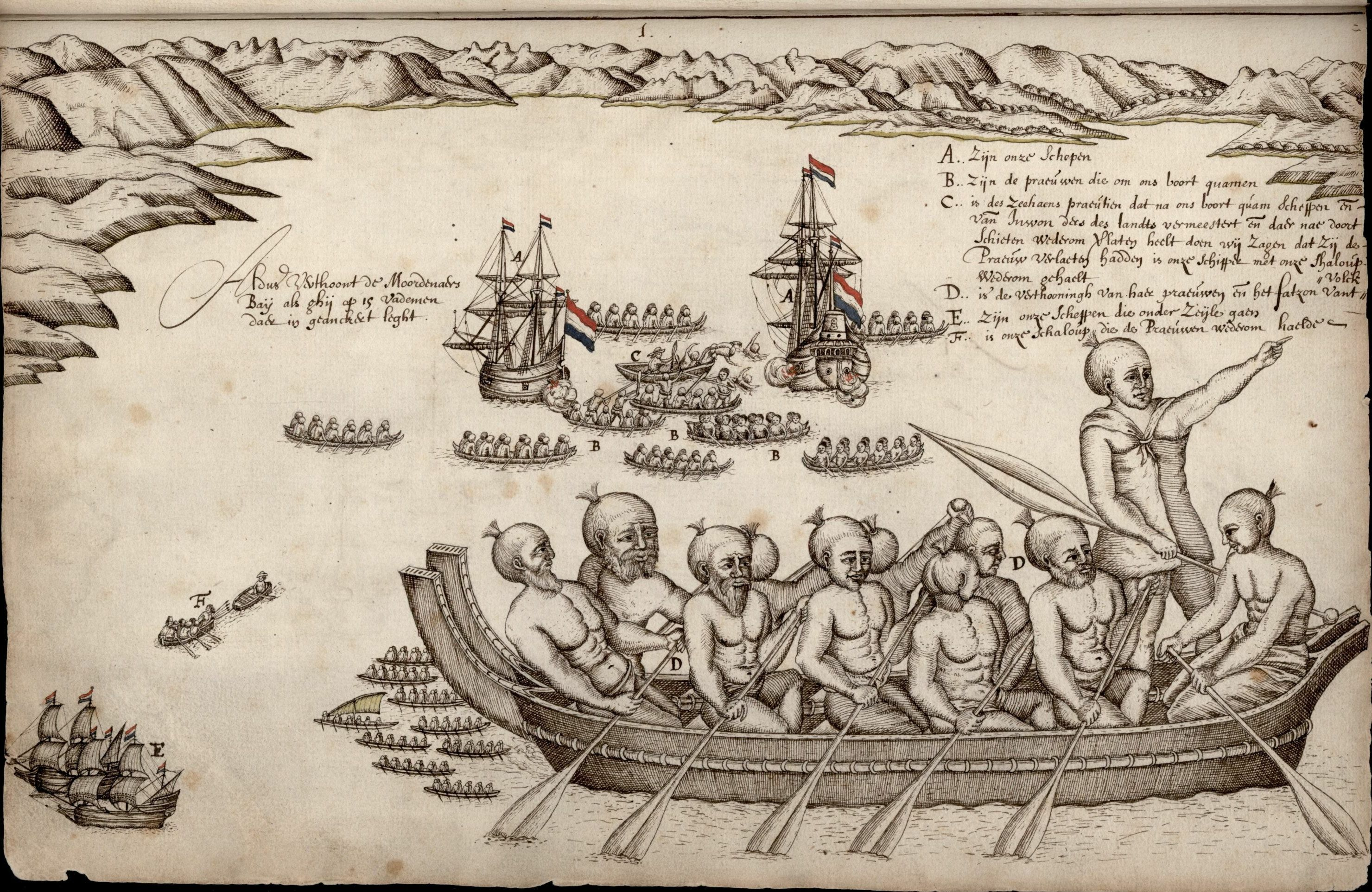
Маорі в каное. Мал. Ісаака Гільсеманса, учасника експедиції Абеля Тасмана, 1642 р.

Люди заселили Нову Зеландію після заселення майже всіх придатних для проживання місць на планеті. Археологічні та лінгвістичні дослідження припускають, що в Нову Зеландію між 800 і 1300 роком нашої ери прибули кілька хвиль переселенців зі Східної Полінезії. Останні дослідження дали змогу уточнити час поселення полінезійців на новій батьківщині. Зіставлення родоводів, радіовуглецевий аналіз, свідоцтва збезлісення і змінності мітохондріальної ДНК у маорі вказують на те, що перші східні полінезійці оселилися тут у 1250—1300 роках.

У маорі існує легенда про те, як вони прибули до Нової Зеландії на сімох каное зі своєї прабатьківщини Гаваїкі. Це загальна прабатьківщина всіх полінезійців (за сучаснішою версією це Ява), але на шляху своєї подорожі мореплавці могли давати це ім'я також і іншим островам, наприклад, Гаваї, Саваї, Хіва-Оа. За назвами каное отримали свої назви й племена: Арава, Аотева, Мататуа, Таінуіо, Курахаупо, Токомару, Такітуму. Кожне з племен селилося зі своїм вождем на чітко визначеній території. Перекази зберегли не тільки назви човнів, а й імена вождів і стернових.

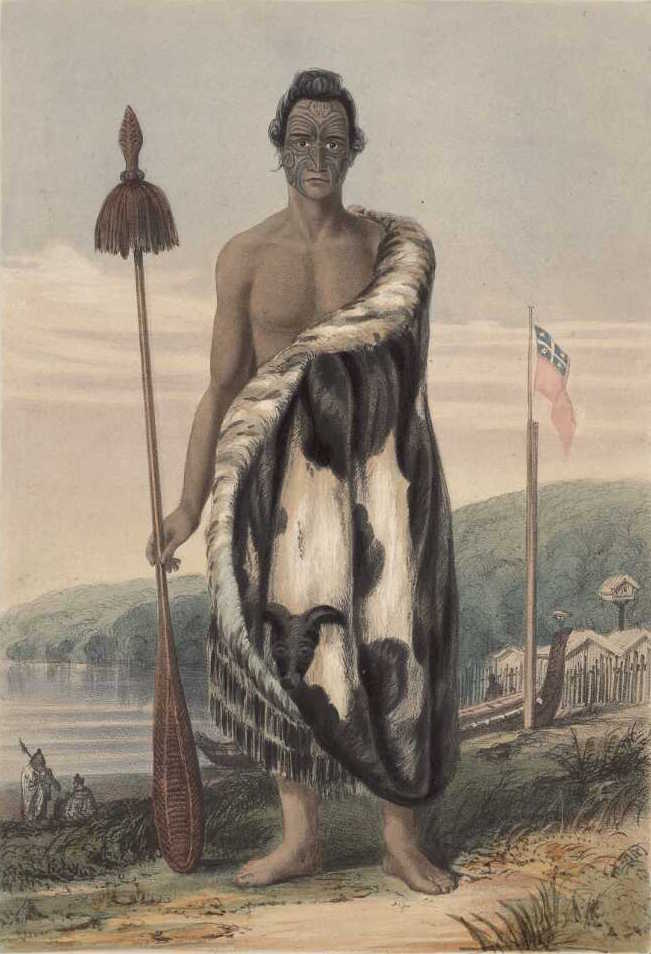
Те Пуні, вождь маорі з тайаха. Мал. Е. Дж. Вейкфілда (1839)

Частина маорі мігрувала на архіпелаг Чатем (названий ними Rekohu «Затуманене Сонце»), де перетворилися на народ моріорі з окремою культурою, яка була більш миролюбною, на відміну від войовничих маорі.
Маршрут, за яким маорі прибули в Нову Зеландію, точно не встановлено.
Перша назва, дана країні маорі до появи тут перших європейців, не збереглася, проте відомо, що острів Північний маорі іменували Те Іка-а-Мауї (Te Ika-a-Māui), що можна перекласти як «риба Мауї». Мауї — напівбог у легендах маорі, що зловив в океані величезну рибу, яка перетворилася після цього на острів. Острів Південний мав дві поширені назви: Те Ваї Поунаму (Te Wai Pounamu) і Те Вака-а-Мауї (Te Waka a Māui). Перша назва може бути перекладена як «нефритова вода», а друга — як «човен, що належить Мауї». До початку XX століття острів Північний часто називався корінними жителями Аотеароа (Aotearoa), що може бути переведено як «країна довгої білої хмари» (ao «хмара», tea «білий», roa «довгий»). Пізніше саме ця назва стала загальноприйнятою назвою в мові маорі для всієї країни.

Переселення Маорі до Нової Зеландії є кінцевою точкою у довгому ланцюгу переселень полінезійців по тихоокеанських островах. В даний час встановлено, що прабатьківщиною індонезійських мов, якими розмовляють полінезійці, є острів Тайвань (тайванські мови)

На основі переказів маорі, археологічних розкопок та інших відомостей історія маорі в Новій Зеландії ділиться на наступні періоди: архаїчний (1280—1500), класичний (1500—1642) і період ранніх контактів з європейцями (1642—1840).
Маорі були войовничим і незалежним народом. Кілька сторінок з історії показують їхній характер. Для європейців Нову Зеландію в 1642 році відкрив Абель Тасман — голландець, який назвав цю країну в честь однієї з провінцій Нідерландів. Через понад століття її заново відкрив Джеймс Кук. Обидва мандрівники потрапили в криваві сутички з маорі. У 1762 році французький капітан Сюрвіль, який зупинився біля берегів Нової Зеландії, за вкрадений ялик спалив ціле село маорі. Через три роки тут побував капітан Дюфрен. Він і 26 його матросів були вбиті, щоб помститися за діяння Сюрвіля. Наступник Дюфрена спалив три села маорі і вбив більше ста мирних жителів. Ці події назавжди налаштували маорі проти прибульців з-за океану.
Слідом за Куком, який наніс на карту всю берегову лінію Нової Зеландії, нововідкриту країну відвідало безліч європейських і північноамериканських китобоїв та мисливців на тюленів, а також торгових кораблів, які міняли їжу, металеві інструменти, зброю та інші товари на ліс, продукти харчування, артефакти і воду. Ці торговці принесли маорі ряд нових сільськогосподарських культур і рушниці, що докорінно змінило сільськогосподарський і військовий устрій цього народу. Картопля, яка в умовах Нової Зеландії легко вирощувалась і давала великі врожаї, стала надійним джерелом висококалорійної їжі й дозволила воїнам маорі проводити більш довгі військові кампанії. Але особливе значення мала вогнепальна зброя, яку маорі отримали на початку XIX століття і почали застосовувати її в міжплемінних боях.

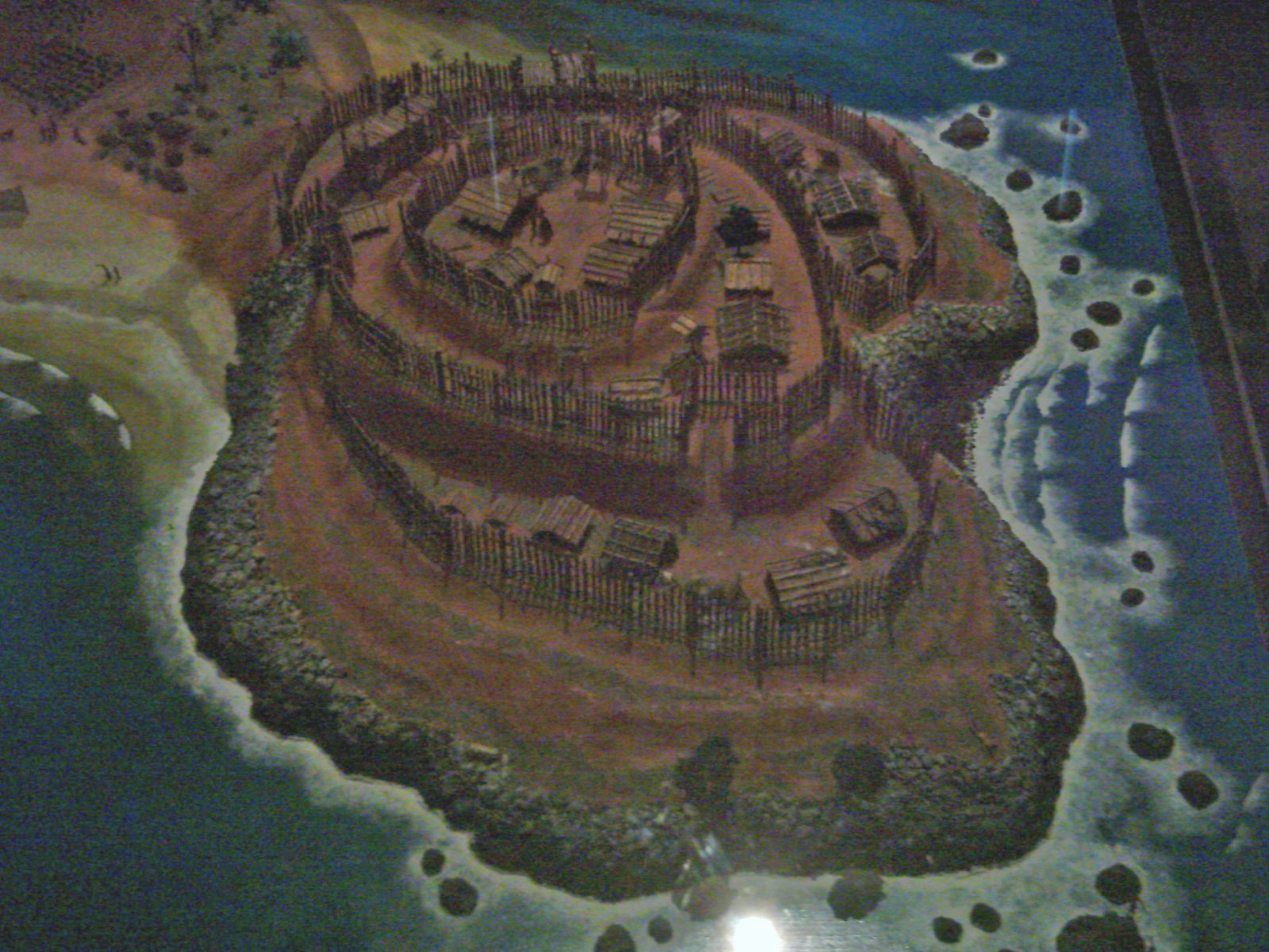
Модель укріпленого поселення «па», побудованого на мисі. Такі поселення поширилися в класичний період (1500—1642) як наслідок зростання населення і конкуренції за володіння землями і ресурсами

На десятки років Нова Зеландія поринула в безодню міжусобних «мушкетних воєн» (1807—1845). У ході міжплемінних воєн, що охопили майже всю Нову Зеландію, було вбито близько 20 тисяч маорі, а десятки тисяч з племен, що зазнали поразки, були поневолені, ряд племен зазнали втрат, сильно скоротилась їхня чисельність, деякі племена маорі в Новій Зеландії і мирний народ моріорі в архіпелазі Чатем були майже повністю винищені. Вижили тільки ті племена маорі, які змогли отримати багато вогнепальної зброї. Після підписання «договору Вайтангі» в 1840 році «мушкетні війни» поступово закінчилися і Нова Зеландія стала володінням британської корони. При цьому маорі втратили незалежність, але домоглися формальної юридичної рівноправності з британськими громадянами.
Зі збільшенням кількості європейських мігрантів спалахнули конфлікти за землю. Зрештою, для «наведення порядку» туди прибули англійські війська, і «мушкетні» війни змінилися так званими «новозеландськими земельними війнами» (найбільш відома Війна за флагшток 1845—1846 років), що тривали аж до 1870–х років. У підсумку англійці перемогли, захопили Нову Зеландію повністю, а в маорі було конфісковано велику частину земель. До 1891 року у володінні маорі залишилося тільки 17 % земель, причому це були найгірші землі.

## Занепад і відродження
На початку XIX століття загальна чисельність маорі складала, ймовірно, близько 100 тисяч осіб. Протягом XIX століття чисельність корінного населення в Новій Зеландії скоротилася до 40 % доконтактного рівня; основним фактором цього були завезені хвороби, до яких у маорі не було імунітету.

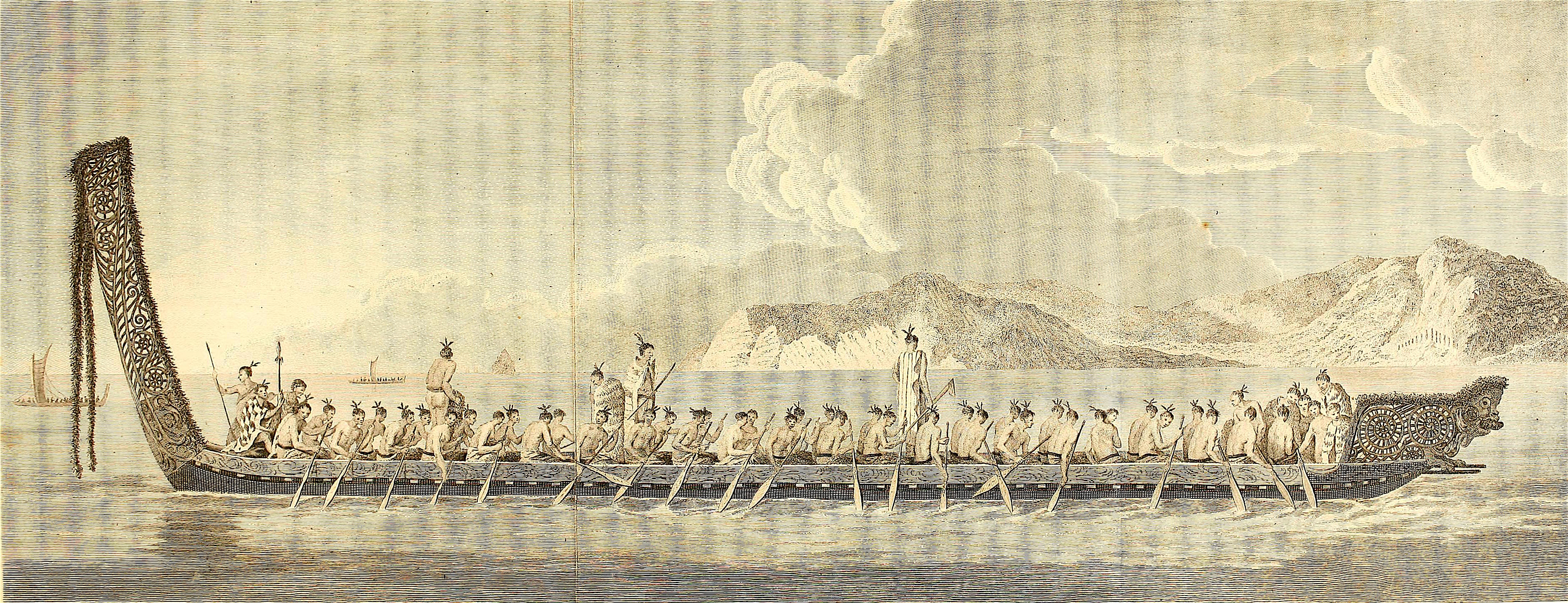
Бойове каное маорі вака. Мал. учасника другої навколосвітньої експедиції Дж. Кука, 1773 р.

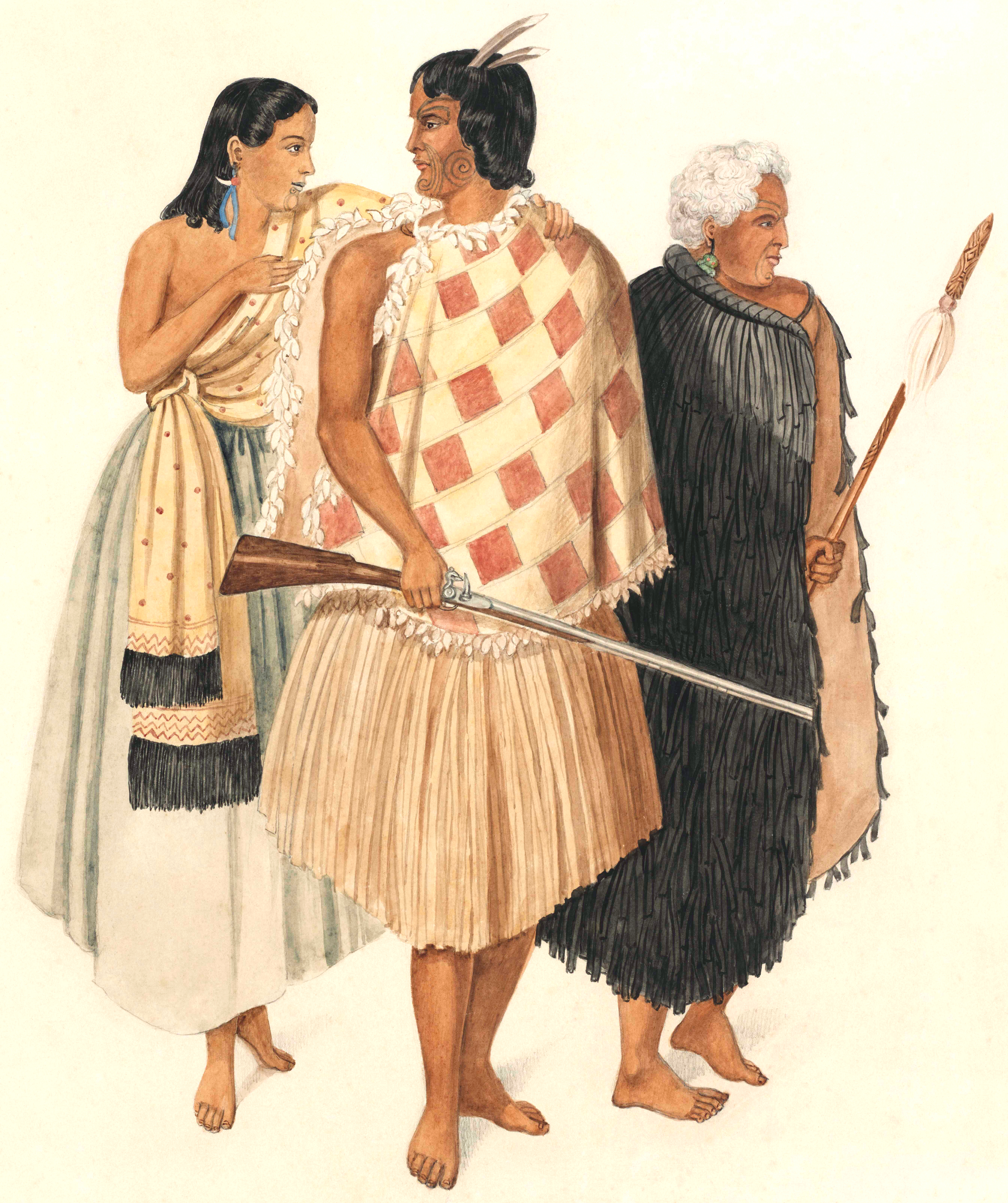
Вождь, озброєний мушкетом, з дружиною Харіатой і дядьком, що тримає палицю. Мал. Дж. Мерретта, 1846 р.

Одночасно зі зниженням чисельності маорі йшов інший процес: після підписання «договору Вайтангі» за підтримки колоніальної влади в Нову Зеландію прийшло багато європейських переселенців. Їхня кількість зросла з менш ніж тисячі в 1831 році до 500 тисяч до 1881 року. При цьому приїзд 120 тисяч із них був оплачений британським урядом. Це були молоді люди, у підсумку в Новій Зеландії за цей період у них народилося ще 250 тисяч дітей. Чисельність же маорі, за переписом 1856—1857 років, становила 56049 осіб. Таким чином, маорі вперше опинилися меншістю в країні, склавши менше 10 % населення. За переписом 1871 року, чисельність маорі впала до 37 520 осіб, хоча Те Рангі Хіроа (сер Пітер Бак) вважав, що це занадто занижена цифра. У 1896 році чисельність маорі досягла значення трохи більше 42 тисяч осіб, тоді як європейського населення в Новій Зеландії налічувалося близько 700 тисяч.

## Політичні рухи маорі

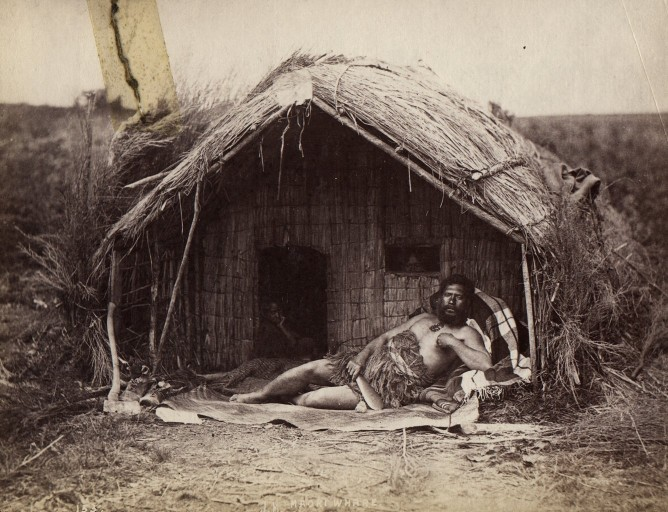
Традиційне помешкання маорі

У 1850–х роках, з ініціативи відомого маорійського проповідника і просвітителя Вірему Таміхана, була заснована символічна посада короля маорі. Не маючи реальної влади, король (або королева) відігравав активну роль у громадській діяльності та відстоюванні прав корінного народу як політичний лідер, який представляє його інтереси. Посада «короля маорі» не встановлена як спадкова; тим не менш, до теперішнього часу всі королі маорі були прямими нащадками Потатау Те Фероферо, першого «короля маорі».
У 1892 році маорійський рух Ті Котахітанга створив для захисту прав свого народу парламент маорі, однак новозеландському уряду вдалося врегулювати суперечки з маорі мирним шляхом, і в 1902 році цей парламент припинив діяльність, а маорі стали активно брати участь у новозеландській політиці. Серед маорійських політиків важливу роль відігравало сімейство Мангакахіа (наприклад, Мері Те Таї Мангакахіа боролась за надання жінкам виборчих прав на початку XX століття).

Прапор маорі, запропонований у 1998 році

У XX столітті важливу роль у новозеландській політиці зіграли маорійські діячі Джеймс Керролл і Апірана Нгата.
Відомою представницею народу маорі є сучасна оперна співачка Кірі Те Канава.
У 1951 році у Веллінгтоні була заснована Ліга «Добробут жінок-маорі». Умови для створення ліги виникли внаслідок масового переселення маорі з сіл у міста Нової Зеландії. Президентом організації була обрана Віна Купер. Через кілька років відділення ліги відкрилися по всій Новій Зеландії. Ліга займалася переважно забезпеченням притулку, охороною здоров'я та освітою жінок маорі, що опинилися в незвичній і важкій ситуації через переселення в міста. До 1956 року ліга налічувала близько 300 відділень, 88 окружних рад і понад 4000 членів.
У 1980-і роки завдяки тиску Ліги «Добробут жінок маорі» та інших організацій мова маорі стала однією з офіційних мов країни, що було встановлено Актом про маорійську мову від 1987.
7 липня 2004 року була заснована Партія маорі (Tōrangapū Māori) — політична партія Нової Зеландії. Партія проголосила 8 статутних «kaupapa» — партійних цілей — і виступає, зокрема, за захист цінностей корінних народів і обов'язкове вивчення культурної спадщини корінного народу в новозеландських школах.

## Мова
Мова маорі відноситься до полінезійської групи австронезійської сім'ї. Усередині Полінезії відноситься до східнополінезійских мов, які, своєю чергою, входять у підгрупу ядернополінезійских мов. Існує близько десяти діалектів цієї мови, особливо сильні відмінності груп діалектів Південного і Північного островів. Проте всі діалекти мови маорі взаємно зрозумілі.
Хоча мова маорі не відноситься до таких, що зникають, але нині вона сильно витісняється англійською мовою. За даними опитування 2001 року, кількість маорі, які вільно володіють рідною мовою, становить лише 9 %, або близько 30 тисяч осіб. Перепис 2006 року виявив, що лише 4 % населення Нової Зеландії, або 23,7 % маорі, може більш-менш розмовляти своєю рідною мовою.

## Традиційне господарство, побут і звичаї

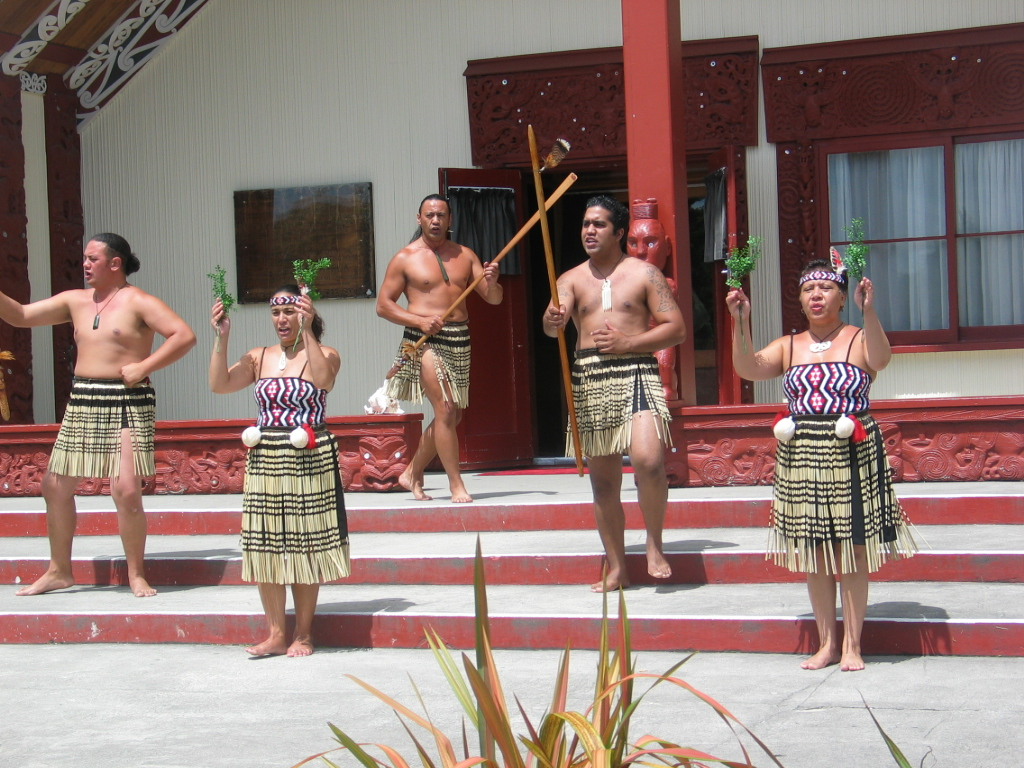
Маорі вітають гостя

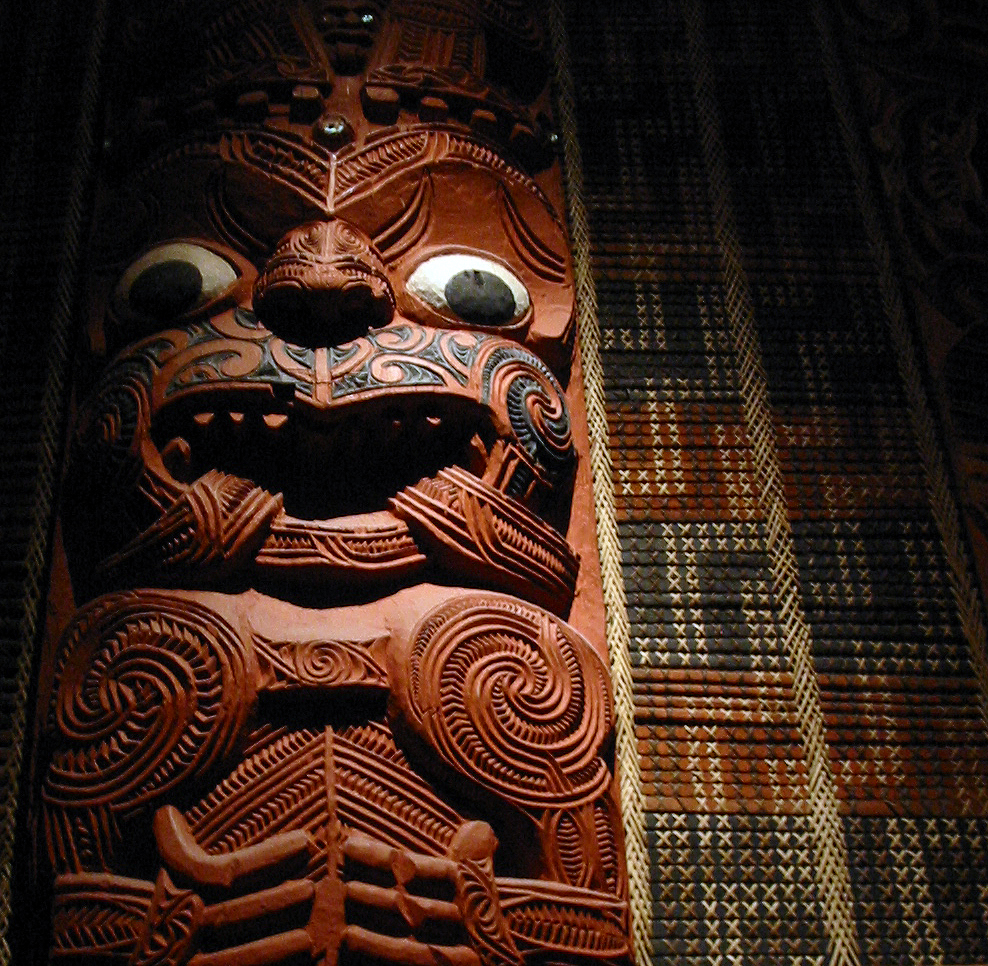
Різьблення по дереву

Традиційне заняття — підсічно-вогневе землеробство. Основа кухня — таро, папороті, ямс, батат. Пес був єдиною домашньою твариною. Двох інших домашніх тварин, свиней і курей, широко поширених в більшій частині Полінезії, до контактів з європейцями маорі не знали, що вказує на раннє відокремлення маорі від інших полінезійських народів після заселення ними Нової Зеландії. Полювали маорі на гігантських птахів моа, які були винищені в XVII—XVIII століттях. Велика частина сучасних маорі зайнята в сільському і лісовому господарствах.
Мистецтво — ткацтво, плетіння, будівництво човнів, розвинена різьблення по дереву. Основний елемент орнаменту — спіраль, який мав безліч варіантів. Анімістичних мотивів не було, головні фігури в сюжетах — людиноподібні. Це легендарні предки, або божество тікі. Різьбленням були прикрашені будинки — в першу чергу, громадські — ніс і корма човнів, комори, зброя, саркофаги й майже всі предмети побуту. Крім цього, маорі вирізали статуї предків. Зазвичай така статуя стояла в кожному селі.
Човни маорі мали, як правило, один корпус без аутригера, широко розповсюдженого в інших частинах Полінезії. Дуже мало згадок є про двокорпусні човни одиничні, які ймовірно, викликані помилковою ідентифікацією з катамараном через практику маорійських рибалок тимчасово зчіплювати два каное під час рибної ловлі великими мережами. Основним типом човнів були каное вака, що мали у довжині 70 футів (понад 20 м).
Традиційне поселення (па) укріпляли дерев'яною огорожею і ровом. Будинки (фарі) будували з колод і дошок, на відміну від інших полінезійців. Фасад завжди направляли на схід або на північ. Дах — солом'яний; використовувалися також товсті шари соломи для стін. Підлога опускалася нижче рівня землі, що робили для утеплення, оскільки клімат Нової Зеландії був набагато холодніший, ніж на Гаваях або Таїті.
З цієї ж причини відрізнявся від загальнополінезійского одяг маорі. Вони робили плащі й накидки, жінки носили довгі, до колін, спідниці. Матеріал виготовляли з новозеландського льону, в тканину вплітали собачі шкурки та пташине пір'я. Маорійське мистецтво плетіння одягу «таніко» забезпечувало не тільки практичність, але і високі естетичні якості одягу. Пір'яний плащ, або kahu huruhuru, відображав високий соціальний статус його володаря, а також використовувався в різних церемоніях. Найбільш високо цінувалися плащі з пір'я птахів гуйя і ківі (особливо з рідкісних особин-альбіносів). Для менш цінних, але більш різноманітних по колірному виконанню пір'яних плащів використовувалися пір'я лісових голубів (білі з грудки і чорні зі спини), темно-сині пір'я місцевих папуг какапо.
Крім житлових будинків, у поселеннях були громадські будинки (фарі-рунанга), «будинки розваг» (фарі-тапер), а також школи — «будинки знань» (фарі-кура), у яких досвідчені майстри, жерці, художники навчали молодь.

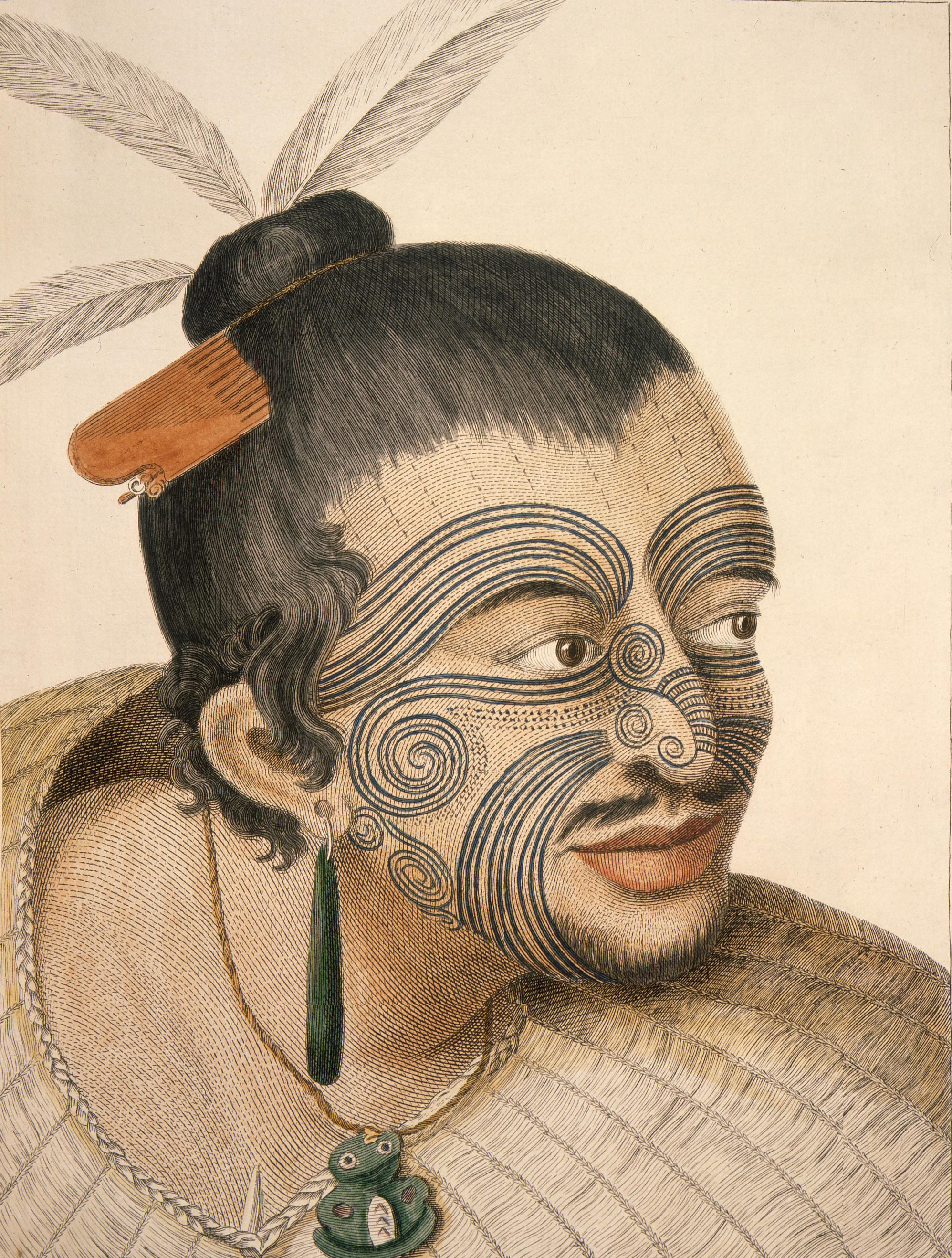
Татуювання на обличчі вождя маорі, 1784 рік

Воїни маорі використовували різні види холодної зброї — таїах — жердина, яка виглядала як щось середнє між списом і палицею, спис (кокірі), дротик (хуат). Використовувалася також коротка бойова палиця мере (виготовлялася зазвичай з каменю або китової кістки). У полюванні використовували сильця. Металів маорі до контактів з європейцями не використовували. Головним знаряддям у сільському господарстві була палка-копачка. Інструментом для різьблення по дереву і для інших робіт, а також і для нанесення татуювання, був різець з нефриту або жадеїту. З нефриту також робили навершя обушка меру і наконечники бойових списів-кийків таїах. Крім того, деякі види зброї виготовлялися з китової кістки або твердих порід дерева.
Колись у маорі існував ритуальний канібалізм. З'їдали зазвичай військовополонених, або вбитих ворогів, бо існувала віра в те, що сила з'їденого ворога переходить до того, хто його з'їдає.
Іншою важливою традицією маорі є татуювання, яким покривали обличчя і тіло вождів та видатних воїнів. Ті, що роблять татуювання (як чоловіки, так і жінки), дуже шанувалися в суспільстві маорі, вони багато заробляли і вважалися недоторканними. Основна відмінність маорійського татуювання та-моко від звичайного полягає в тому, що моко наноситься на шкіру за допомогою спеціального зубила «ухи» (маорі uhi), що створює на шкірі невеликі рубці, а не за допомогою голок. Через це шкіра втрачає свою гладкість, і на ній з'являються поглиблення.
Татуювання засвідчувало високий суспільний ранг вождя і воїна, оскільки на татуювання було потрібно багато часу і коштів для оплати послуг майстра-татуювальника. Водночас це була ініціація — перевірка на витривалість, адже процедура нанесення татуювання дуже болюча.

## Світлини представників народу маорі

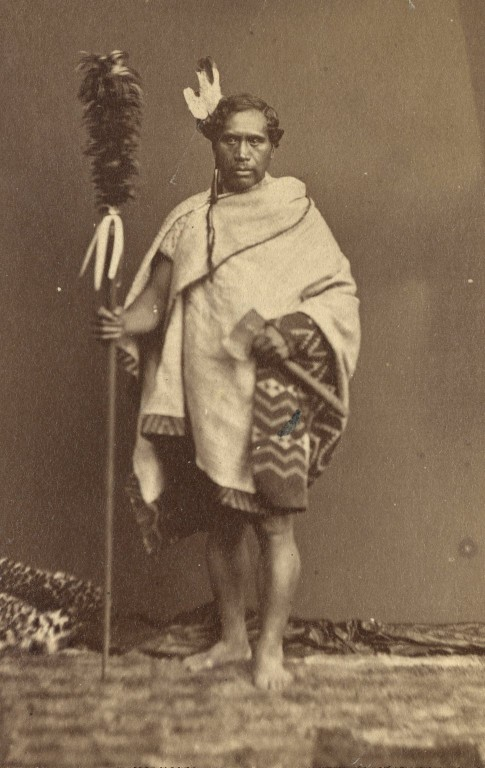
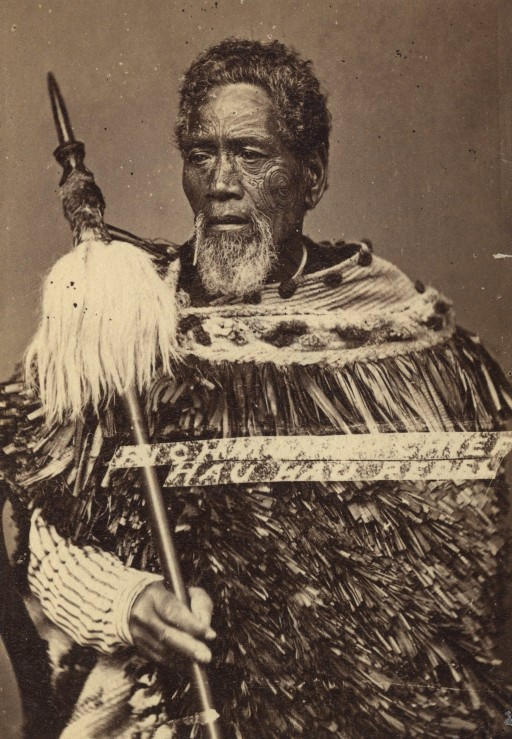
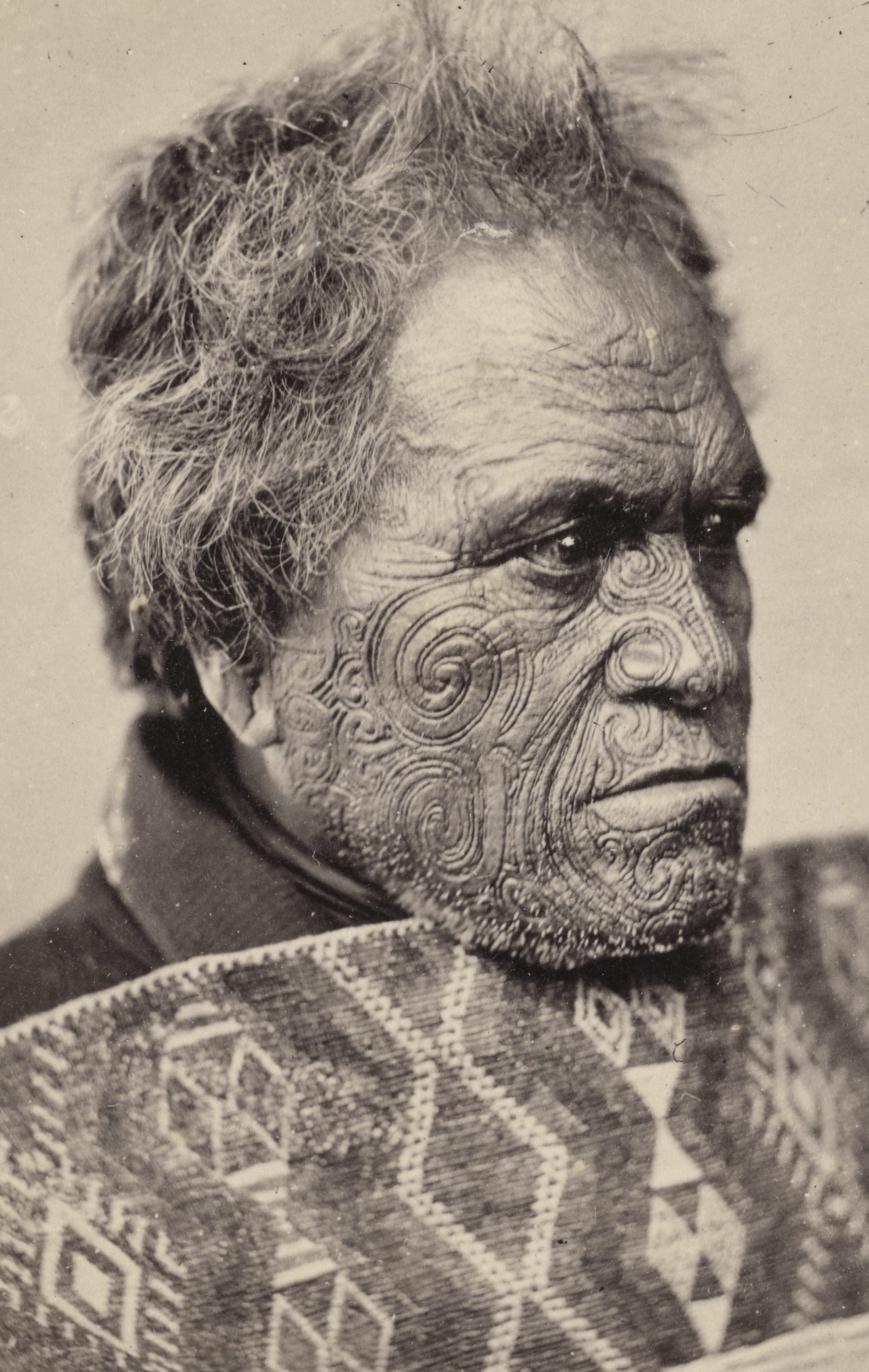
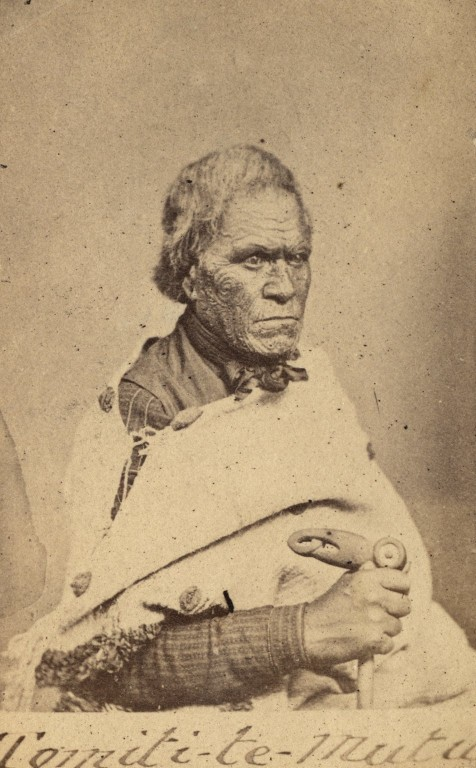
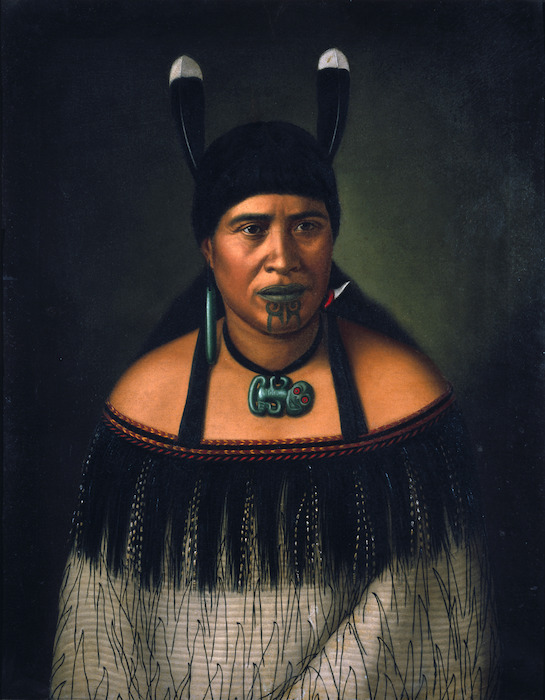
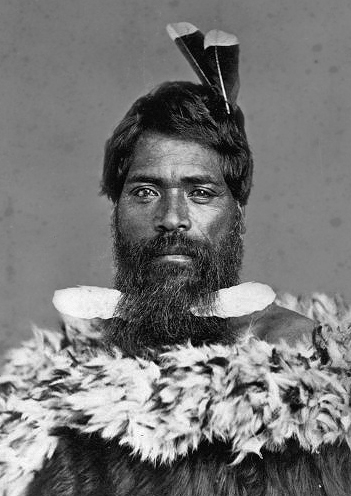
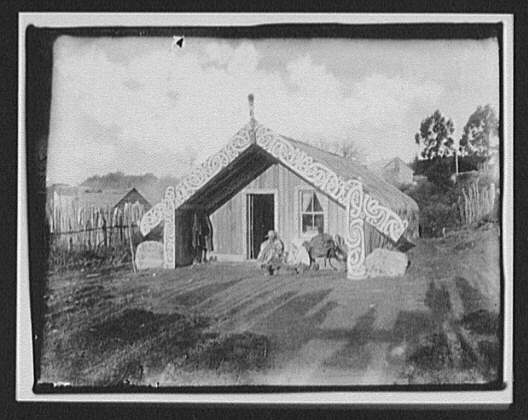

## Соціальні відносини

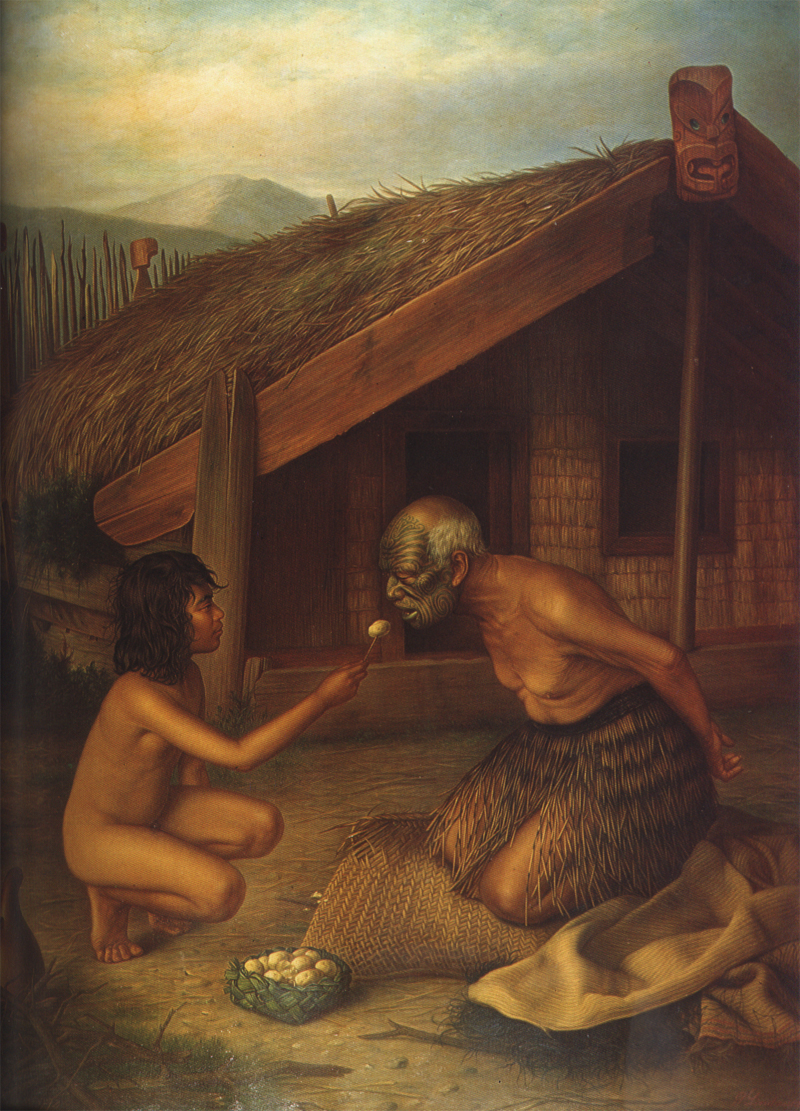
Тохунга дотримується табу. Худ. Готфрід Ліндавер

Суспільство маорі було стратифікованим і було влаштовано приблизно так само, як і в решті Полінезії. Тут виділялися ті ж класи: знать (рангатіра), пересічні громадяни (тутуа), раби-полонені (таурекарека). Серед знаті особливо виразними були вожді (арики). Шанувалися жерці (тохунга). Словом «тохунга» позначали також і художників (різьбярів). Маорійська громада (Хапу) поділялася на родинні групи (Фанау).

## Духовна культура
Культура маорі значно відрізняється від культури інших полінезійців через інші природні умови. У духовній культурі вони зберегли багато полінезійського, але створили і свою, самобутню спадщину.
Популярні міфологічні, етногенетичні, генеалогічні легенди, перекази про переселення племен.
Маорі шанують загальнополінезійских богів: Тангароа, Тане, Ту, Ронго. У них існував таємний культ Іо, вищого єдиного бога, Творця всього всесвіту. Невідомо, чи існував цей культ раніше, або ж він був створений після контактів з європейцями, на противагу проникненню сюди християнства. Крім богів, пантеон маорі включав багато другорядних персонажів, духів, демонів, чудовиськ та ін. Шанують також предків (тупуна). У даний час існує синкретична секта — паї-марира.
Основні поняття: атуа — «бог» або «дух» взагалі, мана — «магічна сила», понатурі — «демон, дух, що живе в океані», кехуа — «привид», копуваї — «чудовисько з людським тілом і головою собаки» та інші. Тікі — полінезійський Адам, Хіна — полінезійська Єва. Мауї — культурний герой.
Поширені пісні і танці, існували примітивні музичні інструменти. Популярність отримали два місцеві танці — гака і пої.
Відома настільна гра маорі східного узбережжя — му-торере.

## Генетична генеалогія маорі
Вчені з новозеландського Університету Отаго провели секвенування мітохондріальних геномів останків перших полінезійців, які оселилися в Новій Зеландії. У 2012 році вони повністю розшифрували мітохондріальні геноми чотирьох осіб, що вважаються увмісцевого населення предками, похованих у великому селі біля річки Вайрано понад 700 років тому.
Результати аналізу виявилися несподіваними для вчених: розшифровка засвідчила велику генетичну різноманітність предків маорі, а в сучасних маорі спостерігається значна однорідність генетичного матеріалу. Раніше цей факт було прийнято пояснювати генетичною однорідністю першопоселенців Нової Зеландії. Висунуто версію, що важливим фактором у збідненості генофонду маорі є сильне скорочення чисельності аборигенів Нової Зеландії в XIX столітті через безліч інфекційних захворювань, занесених внаслідок контактів з європейцями.

## Інтернет-ресурси
- Таємниці Нової Зеландії? Історія народу Маорі